# A Global Joy
A Global Joy ist ein deutscher Dokumentarfilm des Regisseurs Bruno Fritzsche aus dem Jahr 2015.
Der Film behandelt die Straßenmusik-Szene in Europa in Form eines Roadtrips des Regisseurs durch mehrere Länder. Das Filmteam traf Straßenmusiker in München, Würzburg, Paris, Talmont sur Gironde, Madrid, Barcelona, Wien, Pécs, Pula, Belgrad und Amsterdam.
Für die Dreharbeiten bestand eine Medienpartnerschaft mit dem Radiosender M.94,5 und dem Onlinemagazin www.zeitjung.de, so dass über die Plattformen regelmäßig Audio- und Videotagebücher von den Dreharbeiten veröffentlicht wurden. User wurden aufgerufen, dem Filmteam Tipps zu geben, wo diese besonders gute Straßenmusiker finden können.

## Produktion
Als Autor und Regisseur fungierte Bruno Fritzsche. Die Produktion übernahm Maximilian Plattau von Nominal Film in Koproduktion mit Bruno Fritzsche von Hawkins & Cross.
Der Film wurde von dem FilmFernsehFonds Bayern gefördert.

## Festivals
Der Film wurde unter anderem auf folgenden Festivals gespielt:
- 2015: Internationales Dokumentarfilmfestival München
- 2015: BelDocs Int. Documentary Festival Belgrade
- 2015: Biberacher Filmfestspiele
- 2015: KinoLit Festival Russia

## Auszeichnungen und Nominierungen
Der Film erhielt unter anderem folgende Auszeichnungen:
- 2015: BelDocs Int. Documentary Festival Belgrade – Publikumspreis (gewonnen)
- 2015: KinoLit Festival Russia – Bester Dokumentarfilm (gewonnen)
- 2015: Internationales Dokumentarfilmfestival München – Doc.Musik (nominiert)
- 2015: Internationales Dokumentarfilmfestival München – FFF Förderpreis Dokumentarfilm (nominiert)
- 2015: Internationales Dokumentarfilmfestival München – Publikumspreis (nominiert)

## Belege
1. ↑  Bruno Fritzsche: A Global Joy. 10. Mai 2015, abgerufen am 16. Mai 2018.
2. ↑  On the road. Archiviert vom Original am 17. Mai 2018; abgerufen am 16. März 2024 (englisch).
3. ↑  A Global Joy: Vom Suchen und Finden der besten Straßenmusiker – ZEITjUNG. In: ZEITjUNG. 7. Mai 2015 (zeitjung.de [abgerufen am 16. Mai 2018]).
4. ↑  A Global Joy  bei crew united, abgerufen am 16. Mai 2018.